# 卡馬水庫
卡馬水庫是俄羅斯的水庫，在1954至1956年因彼爾姆興建水力發電廠水壩形成，水庫面積1,915平方公里，水體12.2立方公里，用作交通、能源、食水供應和調節河水流量。水庫旁的城鎮包括彼爾姆、多布良卡、喬爾莫茲、別列茲尼基、烏索利耶和索利卡姆斯克。
世界上级数最多的船闸，是卡马水库上的双线六级船闸。